# 东方国际
东方国际是中華人民共和國上海市一家以进出口贸易为核心主业的国有外贸企业集团，集团在美洲、欧洲、澳洲、日本和香港等地设有海外机构20余家。东方国际集团是1994年末由上海市丝绸进出口公司等5家专业外贸公司发起。

## 外部連結
- 官方网站